# Obiekt handlowy

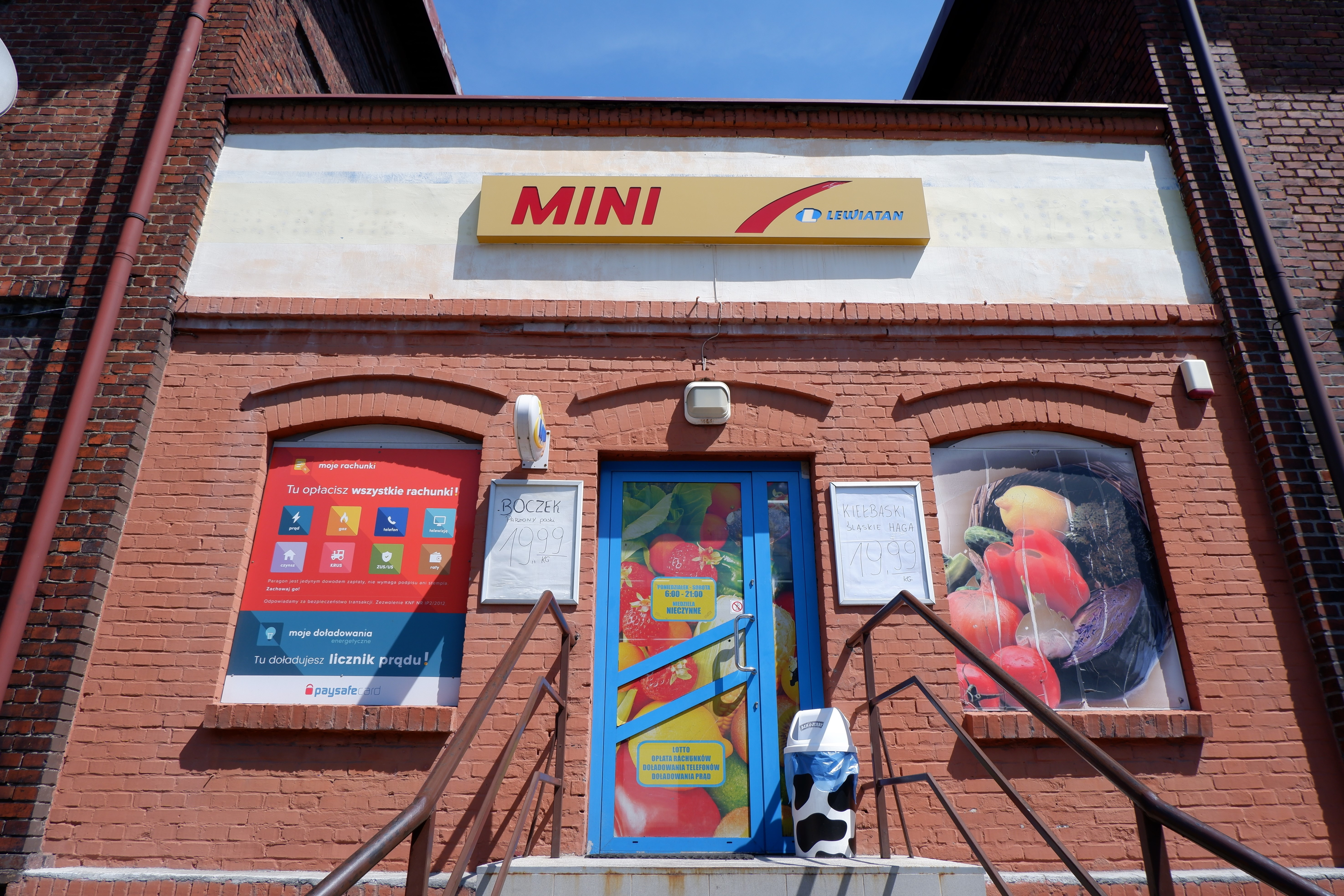
Przykład obiektu handlowego (Sklep spożywczy w Rybniku)

Obiekt handlowy – wydzielony obszar bądź konstrukcja techniczno-użytkowa z dziedziny handlu, w którym odbywa się bezpośrednia sprzedaż towarów. Obiektem handlowym jest np. sklep, dom towarowy, centrum handlowe, hurtownia, salon samochodowy czy bazar. 
W polskim prawie w latach 2007-2008 szczególną kategorią obiektów handlowych były wielkopowierzchniowe obiekty handlowe.